# Al-Bahlulijja
Al-Bahlulijja (arab. البهلولية) – miasto w Syrii, w muhafazie Latakia. W 2004 roku liczyło 4665 mieszkańców.